# Espectador

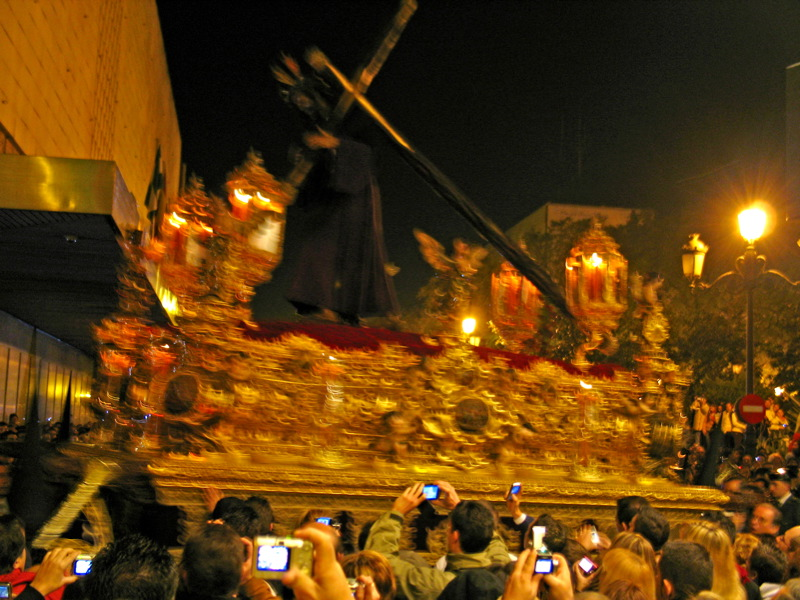
Personas en la procesión del Cristo del Gran Poder tomando fotos.

Espectadores en un acuario viendo nadar a un tiburón ballena.

Espectador o audiencia es quien aprecia una obra o asiste a un espectáculo o a un acto académico. Por definición es el sujeto que el autor de una obra del espectador está predefinido según la voluntad del autor, sin embargo el sujeto que en la realidad percibe la obra puede no ajustarse a lo que el autor de la obra esperaba. 
En el teatro en particular, el espectador reviste una importancia fundamental, no solamente como destinatario de la representación sino también por la comunicación privilegiada que se establece entre él y el actor o los actores en escena. 
En un espectáculo en vivo, la condición óptima para el éxito del mismo es la empatía entre el que actúa y el que mira, haciendo que la persona del público participe en la narración.
Según Peter Brook, el espectador es una de las tres cuerdas que el actor debe siempre mantener equilibradas. Inclinarse a favor del espectador hace preponderante el aspecto de exhibición de la representación teatral mientras una escasa atención al destinatario de la representación puede llegar a hacerla débil y privada de sentido, si no en la elaboración privada de quien lo ejecuta. 
El teatro del siglo XX ha modificado profundamente la concepción clásica del espectador. Visto en el pasado como un elemento pasivo, importante solo porque era necesario para una representación (de la que constituye el destinatario), varios directores y autores han subrayado en cambio la importancia del mismo como elemento activo.

## El espectador en el teatro
La evolución del concepto de espectador en el espectáculo en vivo se ha desarrollado a la vez que el cambio de la dramaturgia y del modo de pensar el teatro y por tanto también del espacio escénico: si hasta el siglo XIX el escenario encarnaba una situación distinta de la realidad para intentar imitarla, en el siglo XX los actores y los espectadores se reúnen a menudo en el mismo espacio, como en el Apocalypsis Cum Figuris de Jerzy Grotowsky, que neutraliza la separación del espacio introduciendo al espectador en la representación o en algunas obras de Pirandello que hace iniciar la representación en el hall cuando el público espera entrar en la sala o muchas veces participan del evento en primera persona (valgan como ejemplo algunos espectáculos del Circo del Sol que llevan a los espectadores a responder preguntas directas de los actores). 
En el teatro de variedades, en el cabaret y el café cantante, el espectador es de vital importancia para la representación porque a menudo decide el resultado mismo del espectáculo: libre de silbar, reír, gritar, desvinculado de los límites impuestos por el riguroso respeto a la platea, modifica sensiblemente el desarrollo de un evento, volviéndose parte activa del mismo.

## Tipos

### Particulares (reales)
En retórica, algunos públicos dependen de las circunstancias y de la situación y se caracterizan por los individuos que los componen. En ocasiones, estos públicos son objeto de persuasión y se comprometen con las ideas del orador. Variando en tamaño y composición, este público puede reunirse y formar un "compuesto" de múltiples grupos.

#### Presencial directo
Una audiencia presencial directo es un tipo de público que está compuesto por individuos que son sujetos cara a cara con un orador y un texto retórico o discurso del orador. Esta audiencia escucha directamente, se compromete con el texto retórico y lo consume de forma no mediada. Para medir la recepción y la retroalimentación inmediata de la audiencia, (medición de la audiencia), se puede depender de las entrevistas personales, los aplausos y los comentarios verbales realizados durante y después de un discurso retórico.

#### A distancia o mediadas
En contraste con las audiencias presenciales directas, las audiencias a distancia están compuestas por individuos que consumen textos retóricos de una manera diferente al momento o lugar en el que el orador presenta el texto. Las audiencias que consumen textos o discursos a través de la televisión, la radio e internet se consideran audiencias mediadas o a distancia porque esos medios separan al retórico de la audiencia. Tales audiencias están físicamente alejadas del público y el mensaje está controlado. Entender el tamaño y la composición de las audiencias mediadas puede ser difícil porque medios como la televisión, la radio e Internet pueden desplazar a la audiencia del momento y la circunstancia de un texto o discurso retórico. Al medir la recepción y la retroalimentación de la audiencia mediada (una práctica llamada medición de la audiencia), se puede depender de las encuestas de opinión y las calificaciones, así como de los comentarios y los foros que pueden aparecer en un sitio web. Esto se aplica a muchos campos, como las películas, las canciones y mucho más. Hay empresas especializadas en la medición de audiencias.

### Teórico (imaginado)
Los públicos teóricos se imaginan con el propósito de ayudar a un orador a componer, practicar, o a un crítico a comprender, un texto o discurso retórico.

#### Auto-deliberación
Cuando un retórico considera profundamente, cuestiona y delibera sobre el contenido de las ideas que transmite, puede decirse que estos individuos se dirigen al público de sí mismos, o se autodilatan. Los académicos Chaïm Perelman y Lucie Olbrechts-Tyteca , en su libro La nueva retórica: Un tratado sobre la argumentación], sostienen que el retórico "está en mejor posición que nadie para probar el valor de sus propios argumentos". La audiencia del yo, aunque no sirve como fin a todo propósito o circunstancia retórica, actúa sin embargo como un tipo de audiencia que no sólo opera como función de autoayuda, sino como instrumento utilizado para descubrir los medios de persuasión disponibles.

#### Universal
El público universal es un público imaginado que sirve como prueba ética y argumentativa para el retórico. Esto también requiere que el orador imagine un público compuesto que contenga individuos de diversos orígenes y que discierna si el contenido del texto retórico o del discurso atraería o no a los individuos de ese público. Los estudiosos Perelman y Olbrechts-Tyteca afirman que el contenido dirigido a un público universal "debe convencer al lector de que las razones aducidas son de carácter convincente, que son evidentes y que poseen una validez absoluta e intemporal".<ref= Perelman /> El concepto de público universal ha recibido críticas por ser idealista, ya que puede considerarse un impedimento para lograr un efecto persuasivo con públicos particulares. Sin embargo, todavía puede ser útil como guía ética para un orador y como herramienta crítica para un lector o audiencia.

#### Ideal
La audiencia ideal es la audiencia imaginada por el retórico. Al crear un texto retórico, un retórico imagina es el público objetivo, un grupo de individuos a los que se dirigirá, persuadirá o afectará el discurso o texto retórico. Este tipo de público no se imagina necesariamente como el público más receptivo, sino como el futuro público particular con el que el retórico se relacionará. Imaginar este tipo de público permite al retórico formular llamamientos que garanticen el éxito en la captación del futuro público particular. Al considerar una audiencia ideal, un retórico puede imaginar las futuras condiciones de mediación, tamaño, demografía y creencias compartidas entre la audiencia a persuadir.

#### Implicado
Una audiencia implícita es una audiencia imaginaria determinada por un auditor o lector como la audiencia construida del texto. La audiencia implícita no es la audiencia real, sino la que se puede inferir al leer o analizar el texto. El académico de la comunicación Edwin Black, en su ensayo La segunda persona, presenta el concepto teórico de la audiencia implícita utilizando la idea de dos personas. La primera persona es la retórica implícita (la idea del orador formada por la audiencia) y la segunda persona es la audiencia implícita (la idea de la audiencia formada por y utilizada para la persuasión en la situación del discurso). Un crítico también podría determinar lo que el texto quiere que ese público se convierta o haga después de la situación retórica.

#### En la web
A través de Internet, cada persona tiene la oportunidad de participar de diferentes maneras. Internet ofrece a la gente una plataforma para escribir y llegar a las personas que están interesadas en lo que escriben. Cuando los escritores escriben en línea, son capaces de formar comunidades con las personas que comparten intereses comunes. El público al que se intenta llegar puede ser general o específico, dependiendo de lo que el escritor trate en sus publicaciones en línea. El público tiene que ir a ver lo que escriben los escritores para estar al tanto de la información más reciente. Los escritores tienen que encontrar su nicho y esforzarse por abrirse camino en una comunidad ya formada. El público al que llega el escritor puede responder a sus publicaciones y dar su opinión. Internet permite que se formen y fomenten estas conexiones. En el libro Here Comes Everybody de Clay Shirky, hay varios ejemplos de cómo la audiencia no sólo recibe contenidos, sino que los crea. Internet crea la posibilidad de formar parte de una audiencia y de un creador al mismo tiempo.

## Participación del público

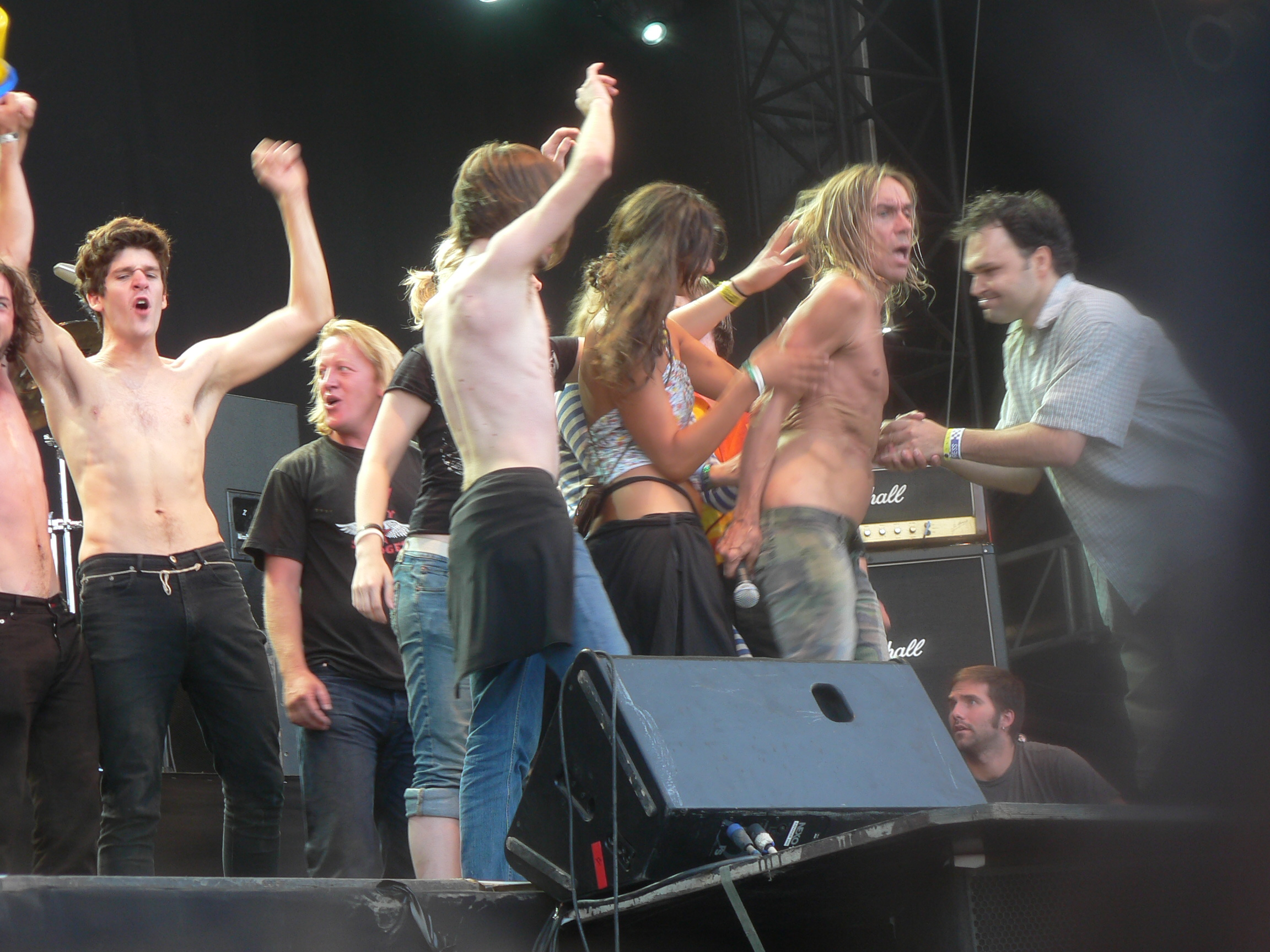
Bailando con Iggy - participación del público en el Festival de Sziget

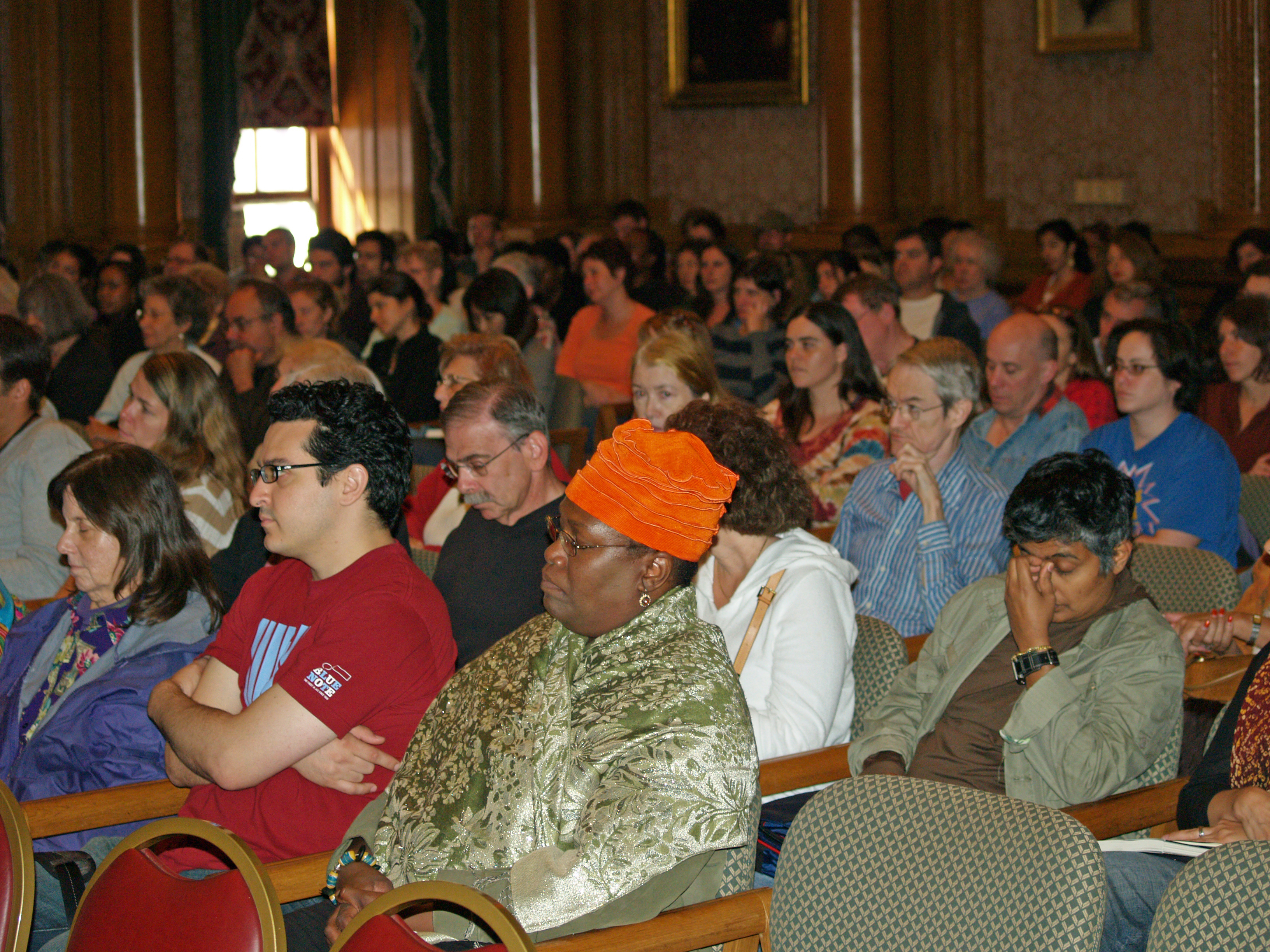
Un público en el Brooklyn Book Festival en Nueva York.

La participación del público es habitual en espectáculos que rompen la cuarta pared. Algunos ejemplos son las tradicionales pantomimas británicas, la comedia stand-up y los espectáculos creativos como Blue Man Group.
La participación del público puede resultar incómoda para ciertas personas, pero está creciendo y evolucionando como una nueva herramienta de activación de marca y brand engagement. En un intento de crear y reforzar un vínculo especial entre las marcas y sus consumidores, las empresas se decantan cada vez más por eventos que implican la participación activa del público. A menudo, las organizaciones proporcionan a los asistentes al evento objetos de marca que implican al público en el espectáculo y sirven de recuerdo del mismo, creando un vínculo duradero con la marca. Por ejemplo, durante la Super Bowl XLVIII, el público se incorporó al espectáculo del descanso de la Super Bowl XLVIII como parte de los efectos de iluminación. Pepsi involucró a los espectadores dándoles "gorros de esquí de vídeo" que producían efectos visuales en toda la multitud.
Al apelar de forma más directa a las personas y a las emociones, las marcas pueden obtener la opinión de sus consumidores. Las empresas que ofrecen o buscan este tipo de experiencias se refieren al término "activación de la multitud". Por ejemplo, Tangible Interaction llamó a una de sus ramas Activación de multitudes y PixMob se refiere a sí misma como una empresa de activación de multitudes en su sitio web.
Uno de los ejemplos más conocidos de participación popular del público es el de la película y la música The Rocky Horror Picture Show y su anterior encarnación escénica The Rocky Horror Show. Los elementos de participación del público suelen considerarse la parte más importante de la película, hasta el punto de que las opciones de audio de la versión en DVD incluyen la opción.

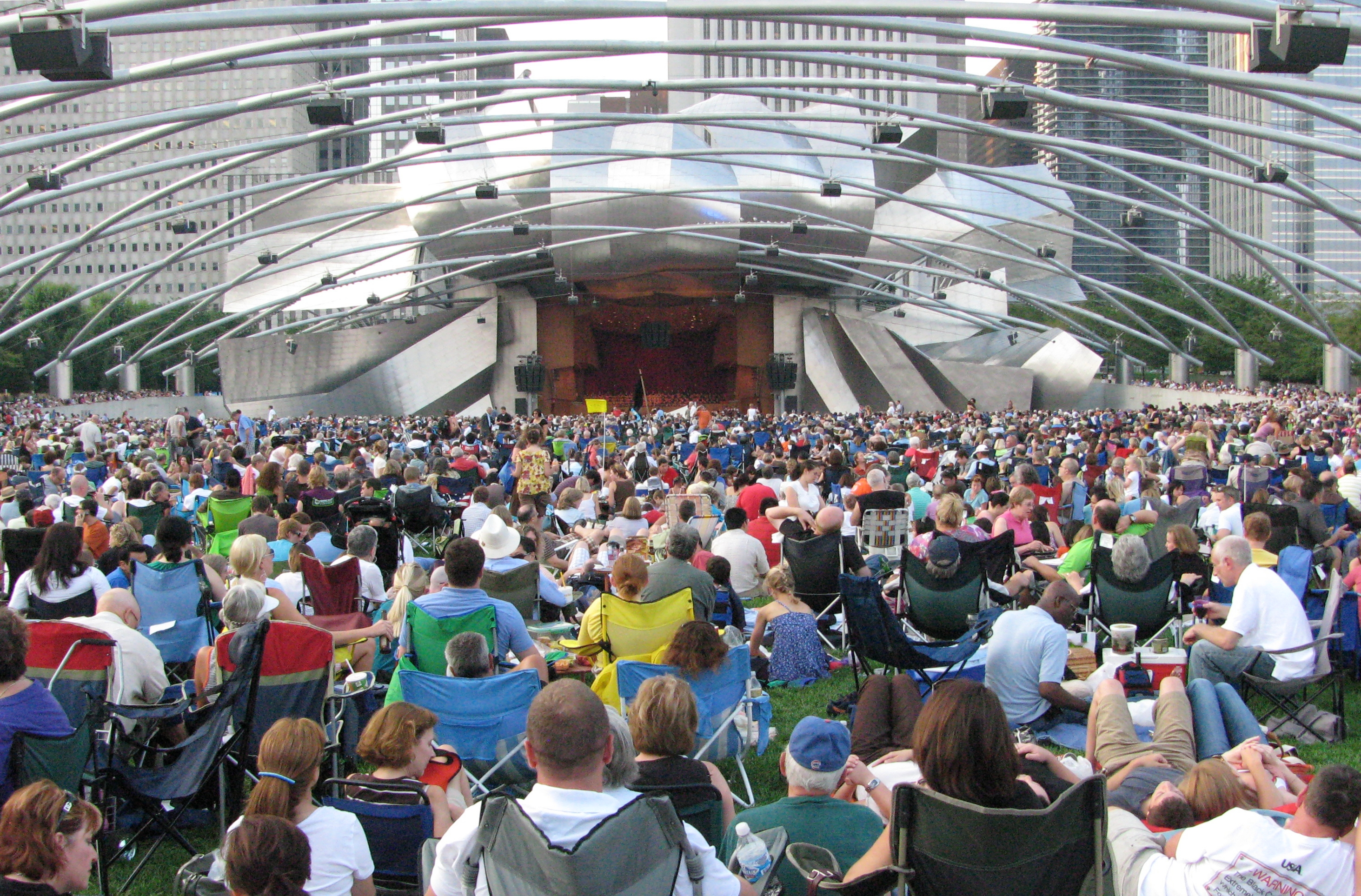
Algunos de estos espectadores en el Jay Pritzker Pavilion proporcionaron sus propios asientos para escuchar la 9.ª Sinfonía de Beethoven en el Grant Park Music Festival

### Ejemplos

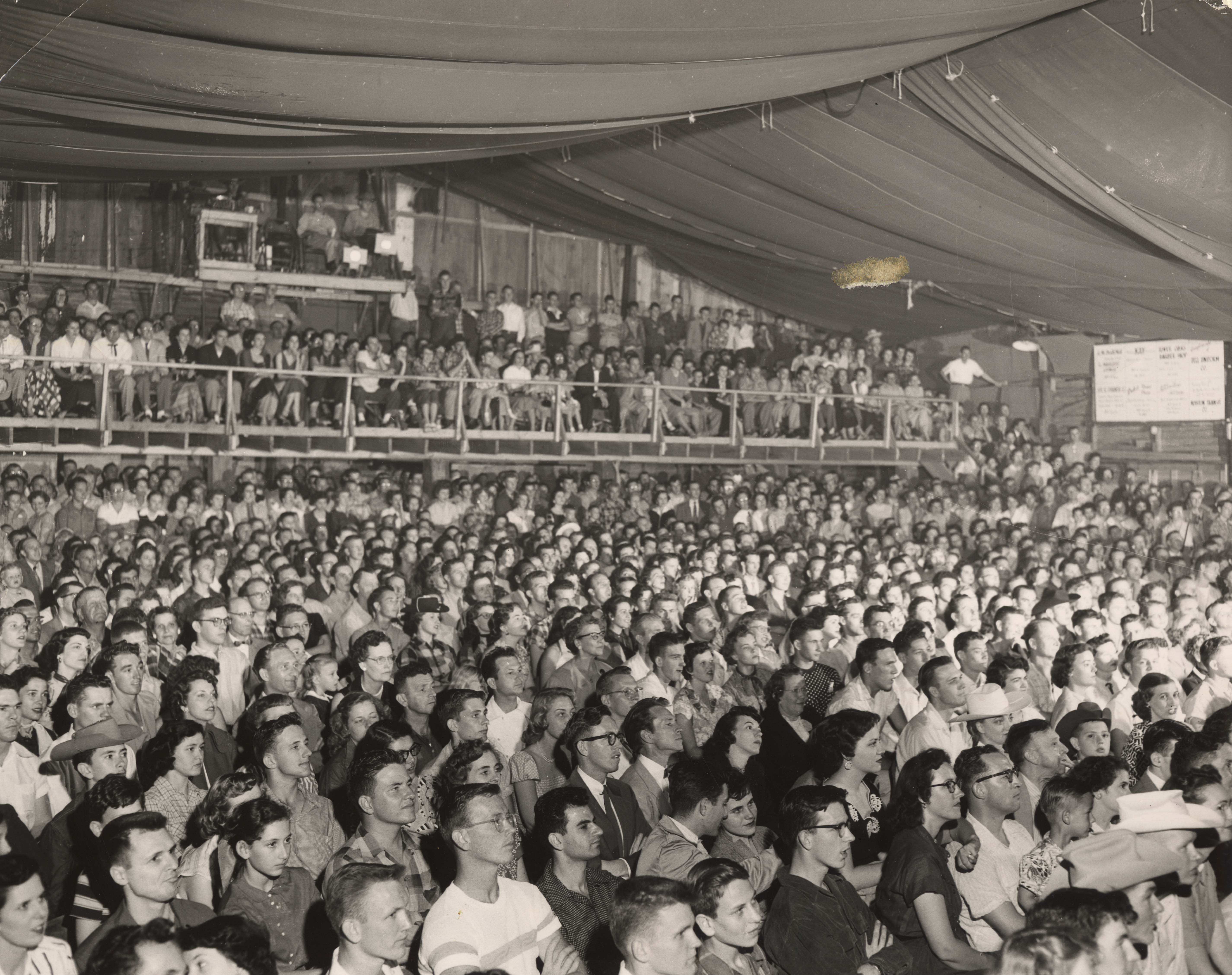
Audiencia en un espectáculo de Frontier Fiesta, años 50

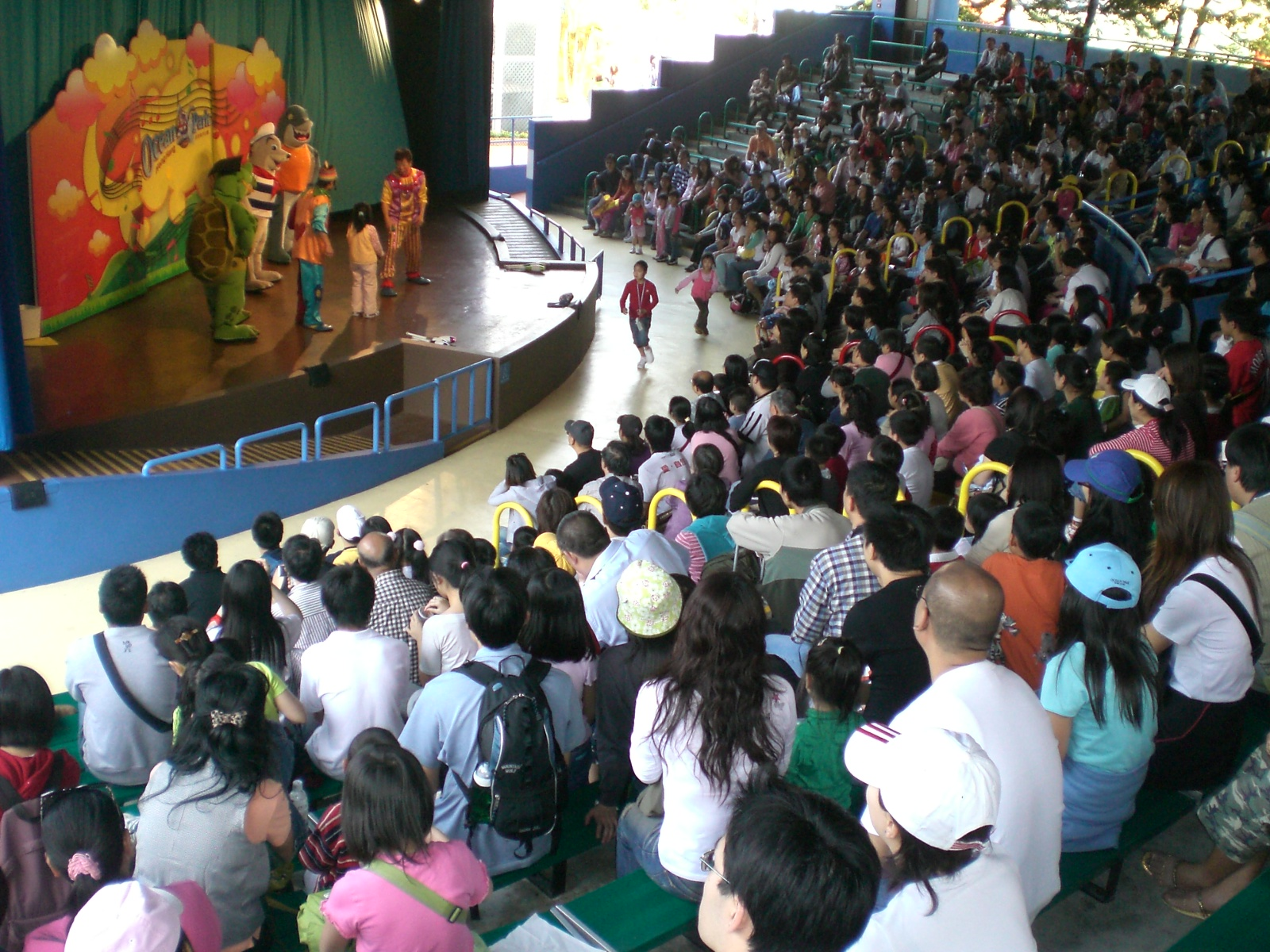
Público en un espectáculo en Hong Kong

En la participación del público en el Rocky Horror Picture Show, el público hace "llamadas" y grita a la pantalla en ciertas partes de la película. Además, el público lanza y utiliza varios objetos de atrezzo durante ciertas partes de la película.
En las representaciones de la pantomima británica, el público es un aspecto crucial del espectáculo y se espera que realice ciertas tareas como:
- Interactuar con un "amigo del público", un personaje a menudo diseñado para ser cómico y simpático, como Buttons de "Cenicienta".  Las interacciones típicas incluyen llamada y respuesta (por ejemplo, Botones: "¡Hola pandilla!" Público: "¡Hola Botones!")
- Discusiones de ida y vuelta, normalmente compuestas por frases simples y repetitivas (por ejemplo, Personaje: "¡No hay!" Audiencia: "¡Sí hay!")
- Gags de fantasmas, en los que el público grita con fuerza para informar al personaje de un peligro inminente, normalmente mientras el personaje se muestra completamente distante.

En Las obras completas de William Shakespeare (abreviadas) se divide al público en grupos a los que se asigna la tarea de gritar las preocupaciones de tres componentes de la psique de un personaje.
En El misterio de Edwin Drood, un teatro de Broadway musical basado en la última obra inacabada de Charles Dickens, el público debe votar por quién cree que es el asesino, así como por la verdadera identidad del detective y la pareja que acaba unida.
Los Juegos Olímpicos de verano de 1984 incluyeron trucos de cartas en el Estadio Olímpico.
La Boda de Tony y Tina involucra a todo el público a la vez, escenificando una narración ambientada en una boda en la que el público interpreta el papel de "invitados".
El juego de mesa redonda británico QI a menudo permite al público intentar responder a las preguntas. Actualmente, el público ha ganado un programa y ha quedado en último lugar en otro.
Los espectáculos de magia suelen contar con la participación del público. El ilusionista psicológico Derren Brown se basa en gran medida en la participación del público en sus espectáculos en vivo.
Durante las actuaciones de la "Marcha Radetzky", es tradicional que el público aplauda junto con el ritmo de las segundas repeticiones (más fuertes) del estribillo. Esto es especialmente notable en el Neujahrskonzert.
Los Bloggers a menudo permiten a sus lectores secciones de comentarios moderados o no moderados.
Algunos grupos musicales suelen incorporar en gran medida la participación del público en sus espectáculos en directo. El grupo de rock cómico con temática de superhéroes The Aquabats suele hacerlo en sus espectáculos teatrales a través de payasadas como las "carreras de flotadores en la piscina", en las que los miembros del grupo corren por el recinto en balsas hinchables haciendo crowd surfing, o proporcionando al público proyectiles (como pelotas de plástico o beach balls) para que los lancen a los "malos" disfrazados que salen al escenario. Koo Koo Kanga Roo, un dúo de comedia dance-pop, escribe su música únicamente para la participación del público, utilizando canciones de estilo call and response que suelen ir acompañadas de un sencillo dance move que el grupo anima al público a seguir.

### Participación falsa
La serie de televisión Mystery Science Theater 3000 presentaba a un hombre y sus robots que eran mantenidos como miembros del público encarcelados y torturados al ser obligados a ver películas "malas"; para mantener su cordura, hablaban durante todo el tiempo y heckled cada una.
En una línea similar, el sitio en línea Televisión sin piedad tiene un establo de críticos y recapituladores que hablan la lingo de los miembros de la audiencia en lugar de los académicos, y que a veces actúan como si ellos también estuvieran siendo torturados.

## El Espectador, de Ortega
José Ortega y Gasset escribió una gran cantidad de artículos, reunidos posteriormente en un ocho tomos, publicados entre 1916 y 1934, con el título El Espectador.